# Hannes Alin
Hannes Alin, född den 7 september 1997, är en svensk skådespelare.
Alin är utbildad vid Ecole Internationale de Théâtre Jacques Lecoq mellan 2017 och 2019. Han har bland annat medverkat i filmen Beck – Den gråtande polisen där han spelade karaktären Tore. I TV-serien Vuxna människor spelade han karaktären Sigge. I Netflix-serien Barracuda Queens medverkade han i flertalet avsnitt i såväl säsong 1 som 2 där han spelade karaktären Niklas som är Klaras pojkvän.

## Filmografi
- 2022 – Beck – Den gråtande polisen
- 2022 – Vuxna människor (TV-serie)
- 2023–2025 – Barracuda Queens (TV-serie)